# Rekenverhalen
Rekenverhalen was een Nederlands educatief televisieprogramma ter ondersteuning voor groep 3 van het basisonderwijs voor het vak rekenen. Het programma was van 1997 tot 1999 op de televisie te zien, in de vorm van een televisieserie. De serie was grotendeels in 3D geanimeerd en bestaat uit 20 afleveringen, werd geregisseerd door Catharina Fredriks en werd vanaf 1997 uitgezonden op Schooltv en geproduceerd in samenwerking met de BBC. 

## Verhaal
De serie is opgesplitst in vier delen, die elk uit vijf afleveringen bestaan. Het begin van de eerste en het eind van de vijfde aflevering zijn niet geanimeerd.

### Seizoen 1
In het eerste seizoen hebben Didi en haar pop Doedel een zandkasteel gebouwd op het strand, niet veel later worden ze erin gelokt. Daar leren ze tellen tot twintig, terwijl ze ook nog te maken krijgen met Happer, die cijfers op wil zuigen. Ook moeten ze een ontbijt bezorgen naar een koningin.
| Aflevering (serie) | Aflevering (seizoen) | Titel                       | Uitzenddatum      |  |
| --- | -------------------- | --------------------------- | ----------------- |  |
| 1 | 1                    | Een, twee, zand en zee      | 9 september 1997  |  |
| In deze aflevering ziet Didi op het strand haar speelgoed tot leven komen en belandt zij met haar pop Doedel in een fantasiewereld vol cijfers. |                      |                             |                   |  |
| 2 | 2                    | Meer hapjes voor Happer     | 16 september 1997 |  |
| In deze aflevering zet Didi met Doedel de tocht door haar fantasiewereld voort en eet de hongerige happer alle cijfers op. |                      |                             |                   |  |
| 3 | 3                    | Van eierdoos en handjeklap  | 23 september 1997 |  |
| Didi en Doedel proberen, m.b.v. Slang die hen de weg wijst, weg te komen uit het doolhof. Ze komen bij de poort met de handen, waar ze 'meer-of-minder-spelletjes' moeten spelen. Na drie van die spelletjes mogen ze pas verder. Daarna moet Didi nog een spel doen om hare majesteit, de koningin van het spel, te kunnen ontmoeten en haar eieren te brengen. Doedel leert ondertussen taartstukken tellen. |                      |                             |                   |  |
| 4 | 4                    | Praatgangen en kletscijfers | 30 september 1997 |  |
| Didi en Doedel gaan op zoek naar een uitgang om uit het kasteel van de boze koningin te ontsnappen. Ze komen bij een gang met twee tegelpaden. Links staan de oneven getallen en rechts de even. De acht en de negen ontbreken en die moeten zij invullen om de deur te kunnen openen. Daarna krijgen ze te maken met nieuwe rekenspelletjes.                                                                  |                      |                             |                   |  |
| 5 | 5                    | Ontbijt voor Hare Majesteit | 7 oktober 1997    |  |
| Didi, Doedel en drie andere figuurtjes zijn in de toren en bekvechten wie er het eerste naar hare majesteit mag. Een dobbelsteen biedt uitkomst. Boven- en onderop de dobbelsteen is opgeteld altijd een zeven. |                      |                             |                   |  |

### Seizoen 2
In dit seizoen belanden Didi en Doedel op een regenboog met vijf banen. Elke baan brengt hen naar een andere wereld, waar een bepaalde kleur overheerst. Ondertussen leren ze tellen tot 100 en leren ze rekenen met een telraam.
| Aflevering (serie) | Aflevering (seizoen) | Titel      | Uitzenddatum  |  |
| --- | -------------------- | ---------- | ------------- |  |
| 6 | 1                    | Blauwberg  | 24 maart 1998 |  |
| De eerste wereld die Didi en Doedel bezoeken, is het ijskoude Blauwberg. Daar maken ze kennis met de Vrouw van Blauw en het komische duo de heer en mevrouw Rekenrek.                 |                      |            |               |  |
| 7 | 2                    | Groenland  | 31 maart 1998 |  |
| Didi en Doedel landen op een groene weg. Ze moeten de stippen van de dominostenen bij elkaar optellen waardoor er een dubbelbrug ontstaat.                                            |                      |            |               |  |
| 8 | 3                    | Roodrots   | 7 april 1998  |  |
| Op Roodrots wordt Didi afgezet bij een stapel edelstenen en een soort stofzuiger die steeds een aantal edelstenen oppakt en in een tiengaatswagentje kiepert.                         |                      |            |               |  |
| 9 | 4                    | Purperpark | 14 april 1998 |  |
| Via een luchtkussenbrug arriveren Didi en Doedel in de buurt van Purperpark, dat ze nog moeten oppompen. Een zwerm bijen valt Plug aan. Die schiet los en Purperpark loopt weer leeg. |                      |            |               |  |
| 10 | 5                    | Goudburcht | 21 april 1998 |  |
| Didi en Doedel vertrekken naar Goudburcht, de woning van de tovenaar van Wis die de weg naar huis weet.                                                                               |                      |            |               |  |

### Seizoen 3
Het derde seizoen draait vooral om meetkunde en in het bijzonder driedimensionale geometrie.
| Aflevering (serie) | Aflevering (seizoen) | Titel                       | Uitzenddatum     |  |
| --- | -------------------- | --------------------------- | ---------------- |  |
| 11 | 1                    | Kobus blok en Babsy balk    | 3 november 1998  |  |
| Didi en Doedel belanden via een spiegel in een andere dimensie en ontmoeten nieuwe geometrische vriendjes, Kobus Blok en Babsy Balk. Ondertussen leren ze het verschil tussen een vierkant, een rechthoek, een kubus en een balk. |                      |                             |                  |  |
| 12 | 2                    | Rollebol en Pierewaai       | 10 november 1998 |  |
| Van driehoek naar piramide en van cirkel naar bol. In deze extra dimensie ontmoet Didi de bol Rollebol en Doedel de piramide Pierewaai.                                                                                           |                      |                             |                  |  |
| 13 | 3                    | Kom maar in mijn huisje     | 17 november 1998 |  |
| Didi en Doedel zweven rond een 'omgevallen' huisje, een samengestelde vorm van kubus en prisma. Ze leren spiegelen en ontdekken blokken in allerlei vormen.                                                                       |                      |                             |                  |  |
| 14 | 4                    | Van twinkelster en peperbus | 24 november 1998 |  |
| Didi en Doedel zweven rond een peperbus. Ze ontdekken dat de onderkant plat is, de bovenkant bol en dat de cilinder overal rond is.                                                                                               |                      |                             |                  |  |
| 15 | 5                    | De langeslangeweg naar huis | 1 december 1998  |  |
| Didi en Doedel vinden kubussen, balken, bollen en piramides op hun weg. Zullen ze het wapenschild bijtijds ontdekken en de weg naar huis terugvinden?                                                                             |                      |                             |                  |  |

### Seizoen 4
In het vierde en laatste seizoen van Rekenverhalen stond meten centraal.
| Aflevering (serie) | Aflevering (seizoen) | Titel                   | Uitzenddatum |  |
| --- | -------------------- | ----------------------- | ------------ |  |
| 16 | 1                    | Pak me dan, als je dan  | 11 mei 1999  |  |
| Didi breit een sjaal voor haar knuffelpop Doedel. Tot haar verbazing ziet ze dat haar bolletje wol wegrolt. Waar gaat die wol naar toe?                                                                                                 |                      |                         |              |  |
| 17 | 2                    | Een mandje met meettouw | 18 mei 1999  |  |
| Didi en Doedel moeten de kortste weg zoeken. Maar hoe weten ze wat de kortste weg is? En hoe komen ze aan voldoende 'leef'? |                      |                         |              |  |
| 18 | 3                    | Bruggen over Borrelland | 25 mei 1999  |  |
| Didi en Doedel proberen met vlotten de overkant van de grijze borrelrivier te bereiken. Daarna moeten ze met een zelfgemaakt knopentouwtje planken opmeten om over diverse obstakels te komen, waardoor ze het volgende level bereiken. |                      |                         |              |  |
| 19 | 4                    | Het paleis van Pa Meter | 1 juni 1999  |  |
| Didi en Doedel volgen de rode draad en komen bij een rivier. Aan de overkant van de rivier vinden ze het paleis van Pa Meter dat uit meetlatten bestaat.                                                                                |                      |                         |              |  |
| 20 | 5                    | Meten in Meterpark      | 8 juni 1999  |  |
| Didi en Doedel kunnen weer naar huis als ze de bol wol te pakken hebben. Daar is weinig meer van over, maar gelukkig vinden ze een oplossing.                                                                                           |                      |                         |              |  |

## Acteurs
- Jody Pijper - Didi
- Bob van der Houven - Doedel / Piertje
- Wil van der Meer - Rollebal / Kobus
- Siem van Leeuwen en Liesbeth Smulders - Rekenrek
- Loeki Knol - De Koningin / Babsy
- Rik Hoogendoorn - Whiz
- Maxime Pieters - Didi (speelde Didi buiten de animaties)